# الاحقاف (حجة)

تعديل مصدري - تعديل

الاحقاف هي إحدى قرى عزلة بني علي بمديرية حجة التابعة لمحافظة حجة، بلغ تعداد سكانها 268 نسمة حسب تعداد اليمن لعام 2004.